# Messier 78
Messier 78 sau M78 (sau NGC 2068) este o nebuloasă difuză situată în constelația Orion și a fost descoperită în 1780 de către astronomul Pierre Méchain. Este nebuloasa difuză cea mai strălucitoare de pe cerul înstelat. Charles Messier a adăugat-o în catalogul său la 17 decembrie din același an.

## Caracteristici
M78 este un nor de praf interstelar care strălucește prin reflectarea luminii strălucitoarelor stele albastre (de tip spectral B), iar printre ele cea mai strălucitoare, HD 38563A, urmată îndeaproape  de HD 38563B, amândouă de magnitudine vizuală aparentă +10. Natura obiectului M78 ca nebuloasă de reflexie a fost descoperită de Vesto Slipher de la Observatorul Lowell în 1919 (Slipher 1919). La această distanță, M78 ar avea o întindere de aproape 4 ani-lumină

## Observare

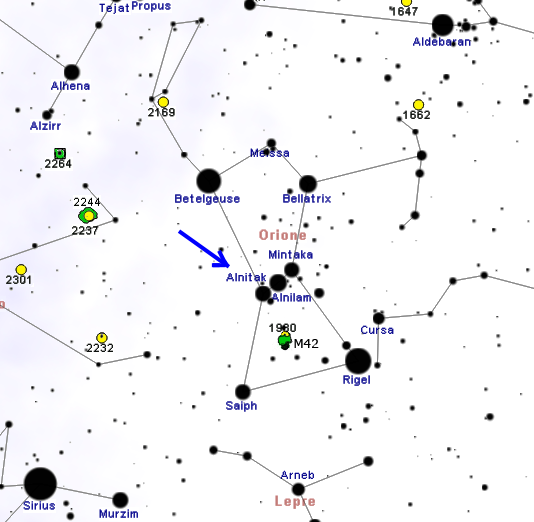
Hartă pentru a găsi M78.

Acest obiect nu este dificil de localizat pornind de la Zeta Orionis, cunoscută și sub denumirea de Alnitak, steaua aflată cea mai la est a Centurii lui Orion; este situată la vreo 2 grade la nord și 1,5 grade la est de această stea; un lanț de 3 stele cu magnitudini între 5 și 6, orientat la nord de Zeta Orionis, poate ajuta la căutare.
Vizual, M78 este asemănătoare cu o cometă slab luminată. Cu un binoclu și în condiții bune, este vizibilă ca o foarte mică pată. Micile instrumente permit deja să fie văzută foarte strălucitoare și scot în evidență cele două stele care o pun în valoare.